# Campeonato Sudamericano 1927/Spiele
Diese Seite ist eine Unterseite zum Artikel Campeonato Sudamericano 1927, der über dieses Turnier für Fußballnationalmannschaften Südamerikas informiert.
| Pl. | Land        | Sp. | S | U | N | Tore    | Diff. | Punkte |
| --- | ----------- | --- | - | - | - | ------- | ----- | ------ |
| 1.  | Argentinien | 3   | 3 | 0 | 0 | 015:400 | +11   | 06:0   |
| 2.  | Uruguay     | 3   | 2 | 0 | 1 | 015:300 | +12   | 04:20  |
| 3.  | Peru        | 3   | 1 | 0 | 2 | 004:110 | −7    | 02:40  |
| 4.  | Bolivien    | 3   | 0 | 0 | 3 | 003:190 | −16   | 0:60   |

## Argentinien – Bolivien 7:1 (5:1)
| Argentinien                                 | Argentinien | Bolivien | Bolivien |
| ------------------------------------------- | --- | --- | -------- |
| Argentinien                                 | \| 30. Oktober 1927 in Lima (Stadium Nacional) \| \| Zuschauer: 15.000 \| \| Schiedsrichter: Benjamín Fuentes ( Peru) \|                      | \| 30. Oktober 1927 in Lima (Stadium Nacional) \| \| Zuschauer: 15.000 \| \| Schiedsrichter: Benjamín Fuentes ( Peru) \| | Bolivien |
| Argentinien                                 | Díaz – Bidoglio, Recanattini – Evaristo, Monti, Fossa – Carricaberry, Ochoa, Ferreira, Seoane, Luna                                           | Bermúdez – Lara, Chavarría – J. Soto, Renjel, Valderrama – C. Soto, Méndez, Sáinz, Bustamante, Alborta                   | Bolivien |
| Argentinien                                 | 1:0 Luna (18.) 2:0 Carricaberry (20.) 3:0 Recanattini (24., Elfmeter) 4:0 Seoane (29.) 5:0 Carricaberry (36.) 6:1 Luna (56.) 7:1 Seoane (79.) | 5:1 Alborta (42.) | Bolivien |
| 30. Oktober 1927 in Lima (Stadium Nacional) | | |          |
| Zuschauer: 15.000                           | | |          |
| Schiedsrichter: Benjamín Fuentes ( Peru)    | | |          |

## Peru – Uruguay 0:4 (0:0)
| Peru                                               | Peru | Uruguay | Uruguay |
| -------------------------------------------------- | --- | --- | ------- |
| Peru                                               | \| 1. November 1927 in Lima (Stadium Nacional) \| \| Zuschauer: 22.000 \| \| Schiedsrichter: Consolato Nay Foino ( Argentinien) \| | \| 1. November 1927 in Lima (Stadium Nacional) \| \| Zuschauer: 22.000 \| \| Schiedsrichter: Consolato Nay Foino ( Argentinien) \| | Uruguay |
| Peru                                               | Pardón – Saldarriaga, Moscoso – Basurto, García, Ulloa – Muro, Villanueva, Aranda, Montellanos, Lavalle                            | Capuccini – Canavessi, Tejera – Andrade, Fernández, Vanzzino – Arremón, Sacco, Castro, Anselmo, Figueroa                           | Uruguay |
| Peru                                               | 0:1 Ulloa (49., Eigentor) 0:2 Sacco (52.) 0:3 Sacco (71.) 0:4 Castro (75.)                                                         | | Uruguay |
| 1. November 1927 in Lima (Stadium Nacional)        | | |         |
| Zuschauer: 22.000                                  | | |         |
| Schiedsrichter: Consolato Nay Foino ( Argentinien) | | |         |

## Uruguay – Bolivien 9:0 (3:0)
| Uruguay                                     | Uruguay | Bolivien | Bolivien |
| ------------------------------------------- | --- | --- | -------- |
| Uruguay                                     | \| 6. November 1927 in Lima (Stadium Nacional) \| \| Zuschauer: 6.000 \| \| Schiedsrichter: Benjamín Fuentes ( Peru) \|                                             | \| 6. November 1927 in Lima (Stadium Nacional) \| \| Zuschauer: 6.000 \| \| Schiedsrichter: Benjamín Fuentes ( Peru) \| | Bolivien |
| Uruguay                                     | Capuccini – Bucetta, Tejera – Andrade, Fernández, Vanzzino – Arremón, Petrone, Castro, Scarone, Figueroa                                                            | Bermúdez – Lara, Chavarría – Pinilla, Renjel, J.Soto – C.Soto, Méndez, Toro, Bustamante, Alborta                        | Bolivien |
| Uruguay                                     | 1:0 Petrone (18.) 2:0 Figueroa (19.) 3:0 Arremón (43.) 4:0 Petrone (65.) 5:0 Figueroa (67.) 6:0 Castro (68.) 7:0 Figueroa (69.) 8:0 Petrone (81.) 9:0 Scarone (86.) | | Bolivien |
| 6. November 1927 in Lima (Stadium Nacional) | | |          |
| Zuschauer: 6.000                            | | |          |
| Schiedsrichter: Benjamín Fuentes ( Peru)    | | |          |

## Peru – Bolivien 3:2 (3:2)
| Peru                                         | Peru | Bolivien | Bolivien |
| -------------------------------------------- | --- | --- | -------- |
| Peru                                         | \| 13. November 1927 in Lima (Stadium Nacional) \| \| Zuschauer: 14.000 \| \| Schiedsrichter: Alberto Parodi ( Chile) \| | \| 13. November 1927 in Lima (Stadium Nacional) \| \| Zuschauer: 14.000 \| \| Schiedsrichter: Alberto Parodi ( Chile) \| | Bolivien |
| Peru                                         | Pardón – Saldarriaga, Moscoso – Maquilón, Danino, Ulloa – Neyra, Sarmiento, Aranda, Montellanos, Lavalle                 | Bermúdez – Chavarría, Lara – J. Soto, Renjel, Valderrama – Malpartida, Méndez, Toro, Bustamante, Alborta                 | Bolivien |
| Peru                                         | 1:2 Neyra (31.) 2:2 Sarmiento (41.) 3:2 Montellanos (43.)                                                                | 0:1 Bustamante (13.) 0:2 Bustamante (14.)                                                                                | Bolivien |
| 13. November 1927 in Lima (Stadium Nacional) | | |          |
| Zuschauer: 14.000                            | | |          |
| Schiedsrichter: Alberto Parodi ( Chile)      | | |          |

## Uruguay – Argentinien 2:3 (1:0)
| Uruguay                                      | Uruguay | Argentinien | Argentinien |
| -------------------------------------------- | --- | --- | ----------- |
| Uruguay                                      | \| 20. November 1927 in Lima (Stadium Nacional) \| \| Zuschauer: 26.000 \| \| Schiedsrichter: David Thurner ( England) \| | \| 20. November 1927 in Lima (Stadium Nacional) \| \| Zuschauer: 26.000 \| \| Schiedsrichter: David Thurner ( England) \| | Argentinien |
| Uruguay                                      | Capuccini – Tejera, Canavessi – Andrade, Fernández, Vanzzino – Arremón, Petrone, Castro, Scarone, Figueroa                | Díaz – Bidoglio, Recanattini – Evaristo, Monti, Zumelzú – Carricaberry, Maglio, Ferreira, Seoane, Luna                    | Argentinien |
| Uruguay                                      | 1:0 Scarone (33.) 2:2 Scarone (79.)                                                                                       | 1:1 Recanattini (56., Elfmeter) 1:2 Luna (70.) 2:3 Canavessi (85., Eigentor)                                              | Argentinien |
| 20. November 1927 in Lima (Stadium Nacional) | | |             |
| Zuschauer: 26.000                            | | |             |
| Schiedsrichter: David Thurner ( England)     | | |             |

## Peru – Argentinien 1:5 (1:5)
| Peru                                          | Peru | Argentinien | Argentinien |
| --------------------------------------------- | --- | --- | ----------- |
| Peru                                          | \| 27. November 1927 in Lima (Stadium Nacional) \| \| Zuschauer: 15.000 \| \| Schiedsrichter: Victoria Gariboni ( Bolivien) \| | \| 27. November 1927 in Lima (Stadium Nacional) \| \| Zuschauer: 15.000 \| \| Schiedsrichter: Victoria Gariboni ( Bolivien) \| | Argentinien |
| Peru                                          | Pardón – Saldarriaga, Moscoso – Maquilón, Danino, Basurto – Neyra, Sarmiento, Villanueva, Montellanos, Lavalle                 | Bossio – Bidoglio, Recanattini – Evaristo, Monti, Zumelzú – Carricaberry, Maglio, Ferreira, Seoane, Orsi                       | Argentinien |
| Peru                                          | 1:1 Villanueva (3.) | 0:1 Ferreira (1.) 1:2 Maglio (22.) 1:3 Maglio (25.) 1:4 Ferreira (30.) 1:5 Carricaberry (38.)                                  | Argentinien |
| 27. November 1927 in Lima (Stadium Nacional)  | | |             |
| Zuschauer: 15.000                             | | |             |
| Schiedsrichter: Victoria Gariboni ( Bolivien) | | |             |